# Centro PEN esloveno

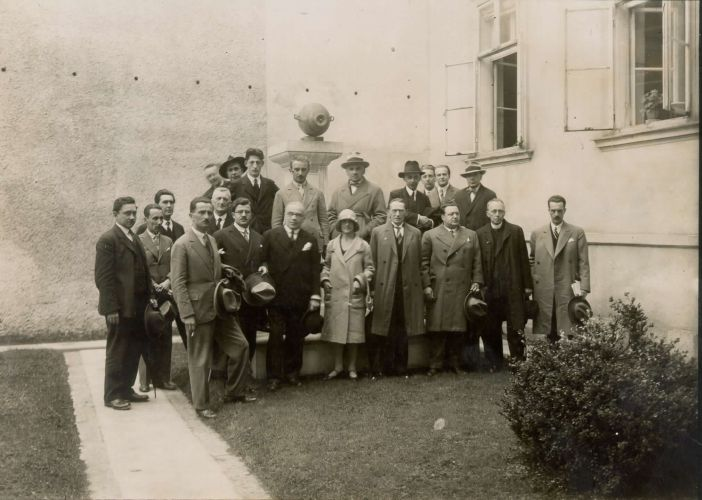
Fotografía de los miembros fundadores del Centro PEN esloveno

Centro PEN esloveno es la unión de los escritores, poetas y publicistas eslovenos.

## Los inicios
El centro fue establecido en 1926. Sus miembros fundadores fueron Izidor Cankar, Josip Vidmar, France Stele, Fran Saleški Finžgar, Prežihov Voranc, France Koblar, France Bevk y Janko Lavrin. El primer presidente fue el escritor esloveno Oton Župančič. Antes de la Segunda Guerra Mundial el centro intervino en la defensa de los escritores perseguidos y fue uno de los primeros iniciadores de la condena internacional al fascismo y al nazismo, durante el congreso de Dubrovnik en 1933. Durante la Guerra el centro no funcionó.  Fue restablecido en el año 1962 y tres años después, en 1965 organizó el congreso mundial del PEN en Bled. En este congreso participaron por primera vez los escritores de la Unión Soviética. Desde los inicios del PEN esloveno los miembros han organizado también reuniones de Bled, que han gozado de fama mundial. Después de la Segunda Guerra Mundial el PEN esloveno se ocupó de las violaciones a la libertad de expresión. Su gran preocupación también fueron las minorías eslovenas en los países vecinos.

## Presidentes
Lista de presidentes del Centro PEN esloveno durante los años 1962 – 2013:
1. Oton Župančič
2. Matej Bor
3. Mira Mihelič (vicepresidenta del PEN internacional)
4. Filip Kumbatovič-Kalan
5. Miloš Mikeln
6. Drago Jančar
7. Boris A. Novak (desde el año 2002 también vicepresidente del PEN Internacional)
8. Marko Kravos
9. Veno Taufer
10. Tone Peršak
11. Marjan Strojan (presidente actual)

## Afiliación
En el centro pueden participar todos los escritores, poetas, dramaturgos, ensayistas, críticos, traductores y editores eslovenos que se hayan ganado una reputación por medio de su trabajo. Los miembros nuevos tienen que firmar la carta internacional de PEN. Los escritores noveles que quieren participar en el PEN esloveno deben ser presentados por dos personas ya miembros de PEN, que hayan leído al menos una de sus obras. Entonces la comisión administrativa acepta o rechaza al nuevo miembro mediante votación secreta. Si el miembro es rechazado se puede apelar en la Asamblea de miembros, cuya decisión es definitiva. El candidato rechazado se puede hacer miembro de nuevo seis meses después del rechazo. 

## Las reuniones de Bled
Este evento internacional de escritores es organizado anualmente por el Centro PEN esloveno y el Comité de escritores por la paz. Bled fue elegido como lugar de este evento porque es el lugar emblemático de la literatura eslovena, como dijo el poeta esloveno France Prešeren en su poema Krst pri Savici. Estas reuniones no son exclusivamente literarias, temas frecuentes son también los conflictos políticos o militares, como los eventos en Israel, Palestina e Irak. Cada año, pues, Bled se transforma en un lugar de diálogo y búsqueda de posiciones comunes. 

## El centro PEN esloveno y la política
Consigna principal de PEN es que el centro no tenga ninguna vinculación política. Pero esto en los últimos años no ha tenido una gran importancia. En 2011 el PEN esloveno excluyó a su miembro Janez Janša. Las razones de PEN fueron su actitud sobre la violación de los derechos humanos y sus declaraciones sobre los participantes en las protestas callejeras. Su exclusión provocó una pequeña revolución en el centro PEN esloveno. Para expresar su desacuerdo con tal decisión, renunciaron algunos de sus miembros, como Boris Pahor, Drago Jančar, Anton Stres , Jože Snoj, Dimitrij Rupel y Andrej Capuder.